# KK FMP
El KK FMP, también conocido como FMP Železnik es un equipo de baloncesto serbio que compite en la Košarkaška liga Srbije, la primera división del país. Tiene su sede en Železnik, una zona residencial de Belgrado. Disputa sus partidos en el Železnik Hall, con capacidad para 3000 espectadores.

## Historia
El club se estableció con el nombre de KK ILR Železnik en 1975 en una iniciativa conjunta de la fábrica de maquinaria Ivo Lola Ribar y la comunidad local de Železnik. Inicialmente, el equipo formó parte de la Sociedad Deportiva Ivo Lola Ribar, la cual, además del baloncesto, abarcaba otros 8 deportes.
En 1986, debido a dificultades económicas, el club desapareció, regresando en 1991 gracias a la empresa Fabrika Metalnih Proizvoda AD, la cual se convirtió en la propietaria del equipo, adoptando la denominación actual, FMP Zeleznik.
En 1997 consigue su primer trofeo al vencer en la Copa de Yugoslavia, algo que repetiría en 3 ocasiones más ya bajo bandera serbia y con la denominación de Kup Radivoja Koraća. También ganó la Liga del Adriático en 2004 y 2006.

## Palmarés
- Copa de Serbia
  - Campeón (3): 2003, 2005 y 2007
  - Finalista (3): 2004, 2010 y 2011

- Liga del Adriático
  - Campeón (2): 2004 y 2006
  - Finalista (1): 2007